# جورج باير
جورج باير (بالإنجليزية: George Bayer)‏ هو لاعب غولف أمريكي، ولد في 15 سبتمبر 1925 في بريميرتون في الولايات المتحدة، وتوفي في 16 مارس 2003 بسبب نوبة قلبية.

## وصلات خارجية
- جورج باير على موقع رابطة لاعبي الغولف المحترفين (الإنجليزية)